# Urzuf
Urzuf (ukr. Урзуф) – wieś na Ukrainie, w obwodzie donieckim, w rejonie mariupolskim. W 2001 liczyła 2904 mieszkańców, wśród których 222 jako ojczysty język wskazało ukraiński, 2631 rosyjski, 1 mołdawski, 42 grecki, a 8 inny.